# Đầu lân
Đầu lân hay còn gọi hàm lân, ngọc kỳ lân, hàm rồng có danh pháp khoa học là Couroupita guianensis. Tên tiếng Anh của của cây này là cannonball tree vì quả cứng hình cầu lớn màu nâu trông giống như một quả đạn đại bác gỉ sét. Cây đầu lân được nhà thực vật học người Pháp Aublet đặt danh pháp khoa học vào năm 1755.

## Nhầm lẫn với cây sala trong Phật giáo

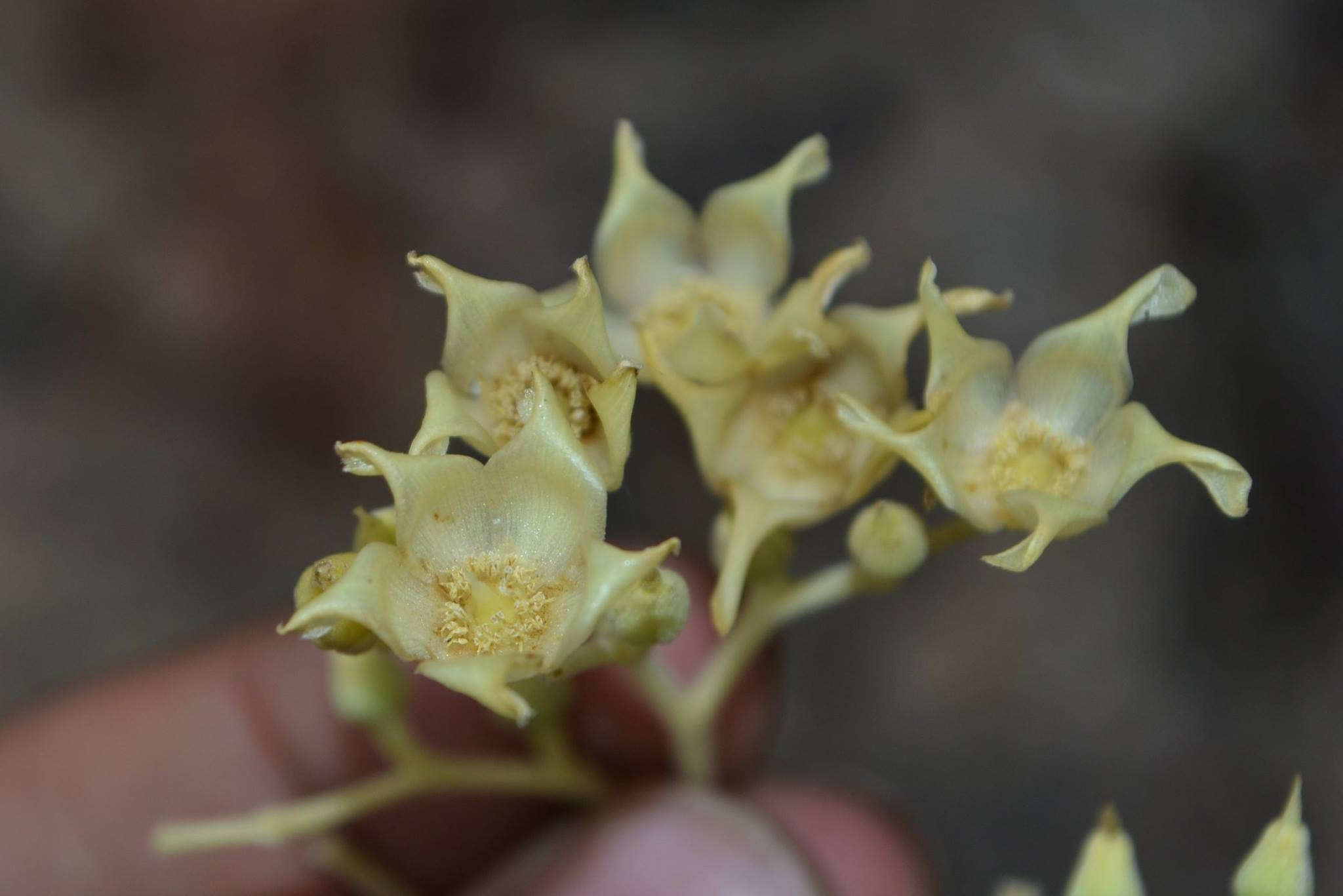
Hoa cây Sala (Shorea robusta) nhìn từ phía trên
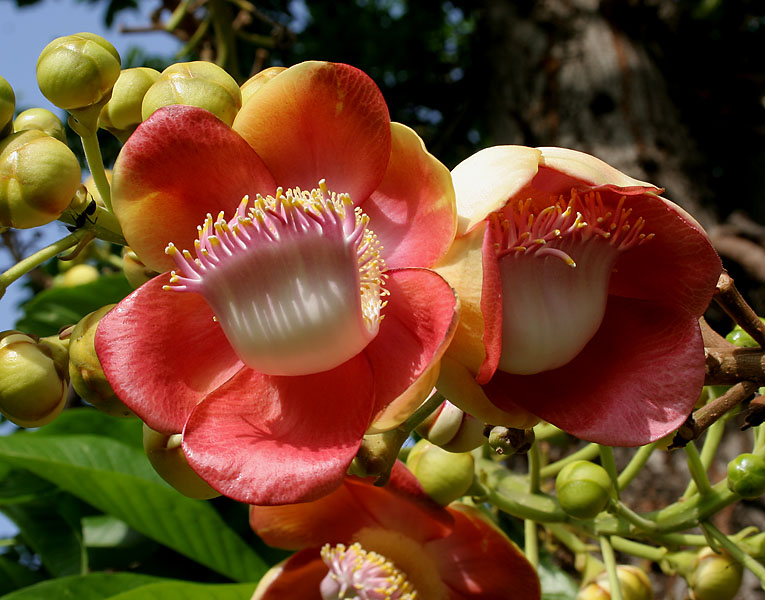
Hoa cây Đầu lân (Couroupita guianensis)
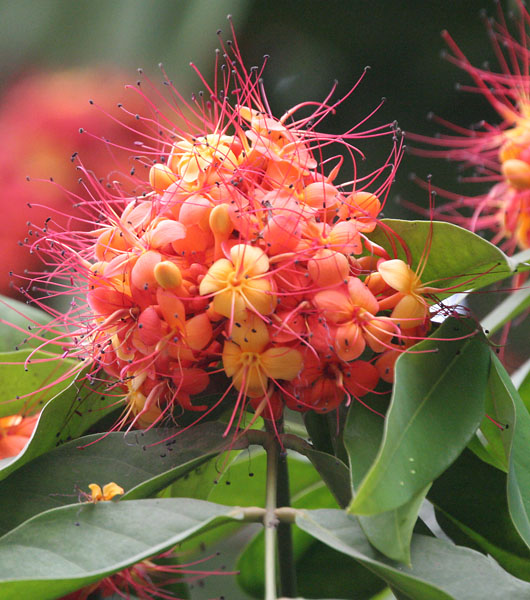
Hoa cây Vô ưu (Saraca asoca)

## Ảnh minh họa

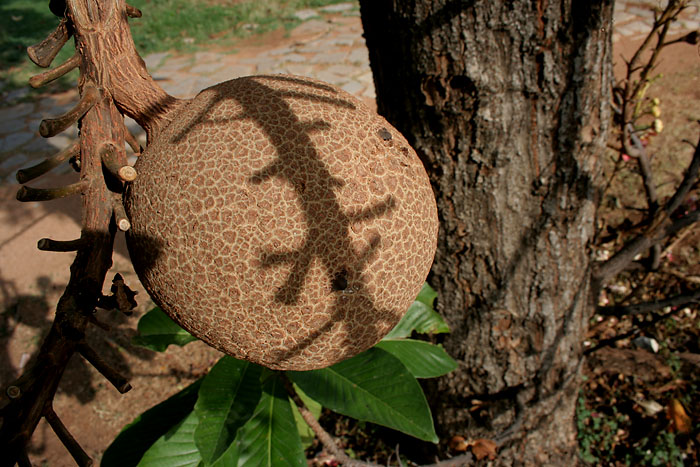
Quả
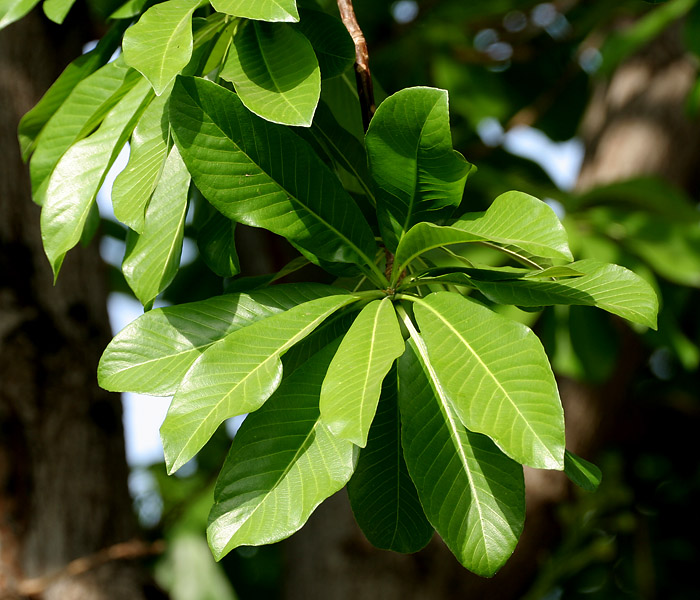
Lá non
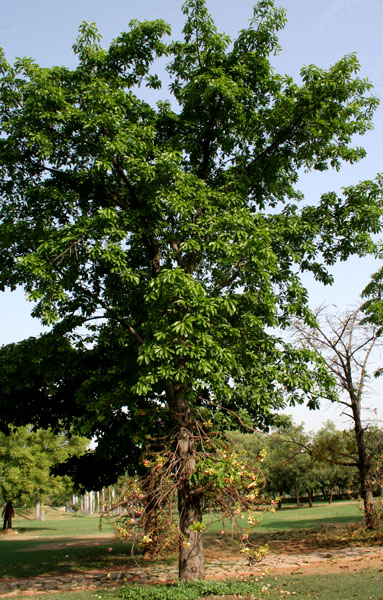
Cây
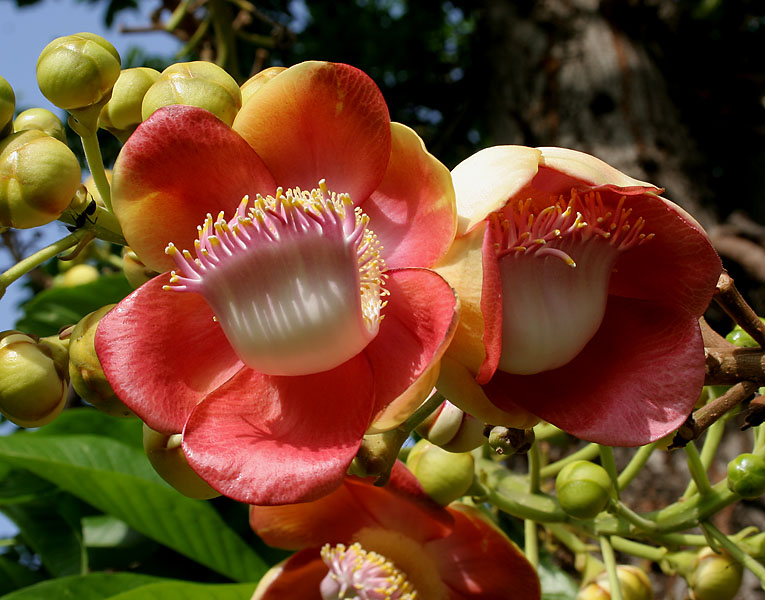
Hoa
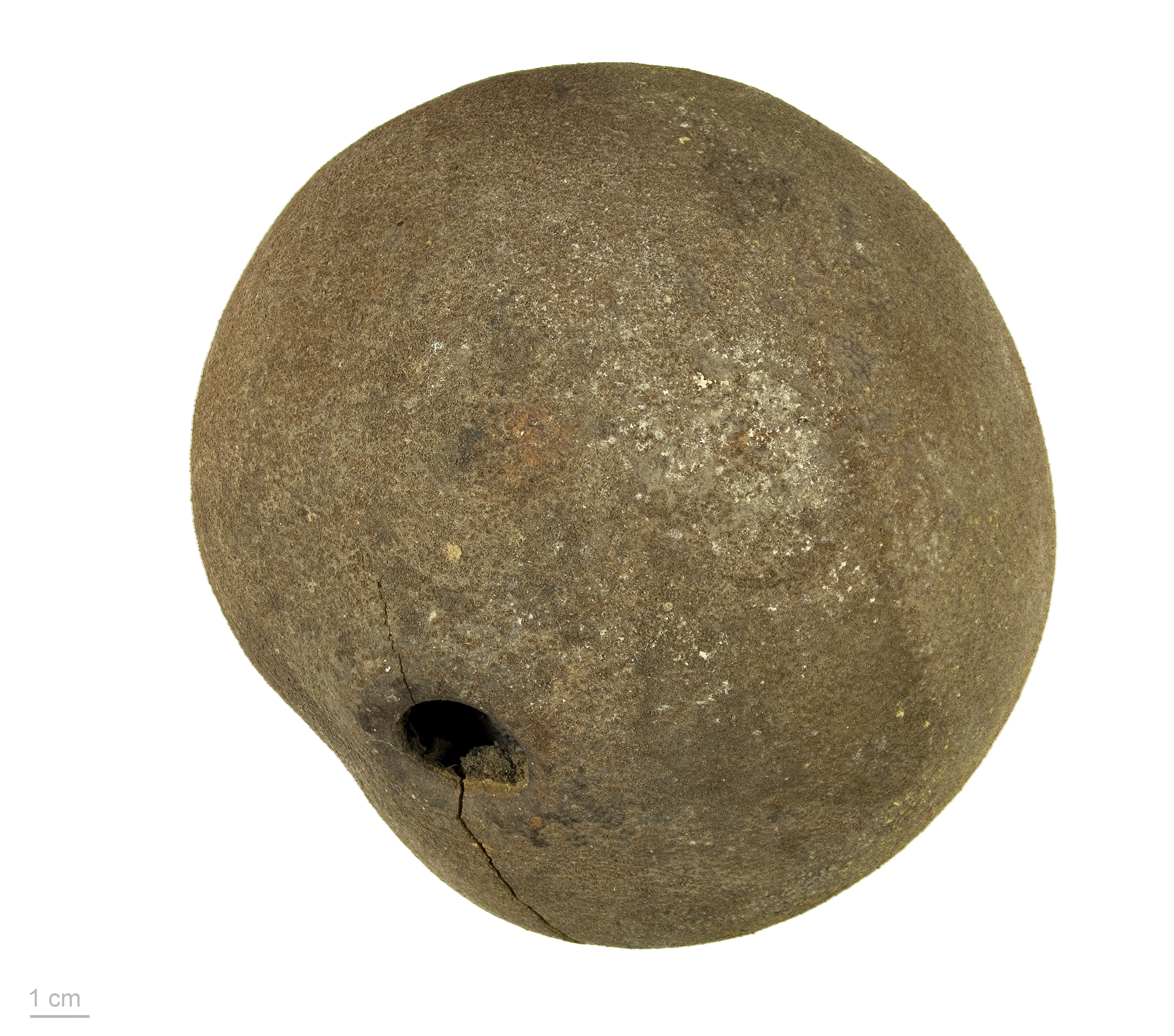
Couroupita guianensis - Mẫu vật lưu trữ